# 18 regali
18 regali ('18 cadeaus') is een Italiaanse dramafilm uit 2020 onder regie van Francesco Amato. De film is gebaseerd op het waargebeurde verhaal van Elisa Girotto. Haar man Alessio Vicenzotto heeft bijgedragen aan het scenario van de film.

## Verhaal
De zwangere Elisa krijgt te horen dat ze een borstkanker heeft en haar dochter niet zal zien opgroeien. Om toch een beetje deel uit te kunnen maken van het leven van haar dochter koopt ze achttien cadeaus die haar dochter tot haar achttiende elk jaar op haar verjaardag zal ontvangen. Elisa overlijdt kort na de geboorte van haar dochter Anna.
Met de jaren voelt Anna een groeiend ongemak bij de cadeaus. De geschenken kunnen de leegte die haar moeder heeft achtergelaten niet vullen. Op haar achttiende verjaardag vlucht ze weg voor haar feest, waarna ze wordt aangereden door een auto.
Anna's moeder stapt uit de auto, zwanger van haar, ruim achttien jaar in het verleden. Elisa schakelt haar in om de achttien cadeaus, die ze elk jaar van haar jeugd heeft ontvangen, mee uit te zoeken. Deze ervaring terug in de tijd maakt dat Anna zich kan verzoenen met haar omstandigheden en haar verhouding met haar ouders kan helen.

## Rolverdeling
- Vittoria Puccini als Elisa Girotto
- Benedetta Porcaroli als Anna Vincenzotto
- Edoardo Leo als Alessio Vincenzotto
- Sara Lazzaro als Carla
- Marco Messeri als opa
- Betty Pedrazzi als oma